# Sophie Yates
Pour les articles homonymes, voir Yates.
Sophie Yates est une claveciniste classique britannique privilégiant la musique ancienne et les instruments historiques, notamment les virginals survivants au Royaume-Uni.

## Biographie
Sophie Yates étudie le clavecin au Royal College of Music de Londres. 
Elle commence sa carrière après avoir gagné le prix du concours international de clavecin Erwin Bodky au festival de musique ancienne de Boston. Elle est alors invitée en tournée assortie d'émissions à l'Est des États-Unis. Elle se produit désormais régulièrement en Europe, aux États-Unis et au Japon.
Ses enregistrements lui font remporter notamment le prix allemand du disque (de) et une nomination à un Gramophone Classical Music Awards. Elle publie ses disques sous le label Chandos.
Sophie Yates enseigne au Royal College of Music, à l'Université d'Australie-Occidentale, au Royal Welsh College of Music & Drama (en) et au Conservatoire royal de Birmingham.

La critique musicale loue ses qualités, ainsi que l'affirme le Daily Telegraph : 

« Sophie Yates confirme sa crédibilité comme étant l'un des plus talentueux clavecinistes britanniques. »